# Saint-Félix-de-Reillac-et-Mortemart
Saint-Félix-de-Reillac-et-Mortemart ist eine französische Gemeinde mit 178 Einwohnern (Stand: 1. Januar 2022) im Département Dordogne in der Region Nouvelle-Aquitaine. Sie gehört zum Arrondissement Sarlat-la-Canéda und zum Kanton Vallée de l’Homme.

## Geographie
Saint-Félix-de-Reillac-et-Mortemart liegt in der Landschaft Périgord. Nachbargemeinden sind La Douze und Saint-Geyrac im Norden, Rouffignac-Saint-Cernin-de-Reilhac im Nordosten, Mauzens-et-Miremont im Südosten, Journiac im Süden, Cendrieux im Osten und Lacropte im Nordwesten.

## Bevölkerungsentwicklung
| Jahr                       | 1962 | 1968 | 1975 | 1982 | 1990 | 1999 | 2006 | 2016 |
| Einwohner                  | 198  | 192  | 188  | 201  | 194  | 214  | 194  | 185  |
| Quellen: Cassini und INSEE |      |      |      |      |      |      |      |      |